# 葛源沿山戰鬥
葛源沿山戰鬥發生於1931年11月3日－26日，地點則是在中國贛東北一帶（今横峰县葛源镇一帶）。該戰鬥是第一次国共内战主要戰鬥之一，交戰一方為中華民國國民革命軍，另一方則為中國共產黨所領導之中國工農紅軍。